# To the Death (Star Trek: Deep Space Nine)
"To the Death" és el 23è episodi de la quarta temporada de la sèrie de televisió de ciència-ficció estatunidenca Star Trek: Deep Space Nine, el 95è de tota la sèrie. Originalment es van emetre en redifusió a partir del 13 de maig de 1996.  L'episodi va ser dirigit per LeVar Burton i va ser escrit per Ira Steven Behr iRobert Hewitt Wolfe. Va rebre una qualificació Nielsen de 6,0 quan es va emetre per televisió el 1996.
Ambientada al segle XXIV, la sèrie segueix les aventures a Espai Profund 9, una estació espacial situada prop d'un forat de cuc estable entre els Quadrants Alfa i Gamma de la Via Làctia, prop del planeta Bajor, mentre els bajorans es recuperen d'una brutal ocupació de dècades pels imperialistes cardassians. El Quadrant Gamma acull un imperi hostil conegut com el Domini, governat pels Fundadors que canvien de forma. A la quarta temporada, els cardassians han fet les paus amb els bajorans, però estan lluitant una guerra difícil amb els klíngons. En aquest episodi la tripulació d’Espai Profund 9 s'uneix a un equip Jem'Hadar per evitar que els Jem'Hadar renegats utilitzin una porta d'entrada que els podria transportar a qualsevol lloc de la galàxia.
Aquest episodi marca el debut del personatge recurrent Weyoun interpretat per Jeffrey Combs.

## Argument
Després que Espai Profund 9 sigui atacat per un grup de Jem'Hadar, el Capità Sisko i la seva tripulació els persegueixen fins al Quadrant Gamma a bord del Defiant. Troben una nau de guerra Jem'Hadar inutilitzada que transmet un senyal de socors i rescaten els supervivents: sis soldats Jem'Hadar i Weyoun, el seu guia Vorta.
Weyoun li diu a Sisko que els Jem'Hadar que van atacar Espai Profund 9 són renegats que s'han girat contra el Domini i intenten restaurar un antic Portal Iconià, un sofisticat transportador que els donaria el poder d'anar a qualsevol lloc de la galàxia instantàniament. Sisko accepta unir forces amb Weyoun per destruir el Portal abans que el renegat Jem'Hadar pugui utilitzar-lo. La tripulació dels «Defiant» forma una aliança incòmoda amb Weyoun i els seus Jem'Hadar, liderats per Omet'iklan. Aviat queda clar que Weyoun i Omet'iklan es menyspreen mútuament.
La tripulació dels «Defiant» intenta aprendre a lluitar al costat dels Jem'Hadar, que no temen la mort ni valoren les seves pròpies vides. La seva aliança es posa a prova quan Toman'torax, el segon comandant dels Jem'Hadar, inicia una baralla amb el tinent comandant Worf. Després d'interrompre la baralla, Sisko i Omet'iklan disciplinen els seus homes per barallar-se: Omet'iklan executa Toman'torax a l'instant, mentre Sisko tanca Worf a les seves estances. Omet'iklan està disgustat pel que percep com a falta de disciplina i adverteix a Sisko que el matarà quan acabi la missió. Mentrestant, Weyoun intenta convèncer Odo, un canviant renegat que s'oposa al Domini, perquè es reuneixi amb els fundadors del Domini, a qui tant els Vorta com els Jem'Hadar veneren com a déus.
Quan arriben al planeta on es troba la Porta, descobreixen que la presència de la Porta inhabilita els seus fasers. Són atacats per un equip de Jem'Hadar renegats. Després d'una batalla curta però ferotge, el grup es dirigeix cap a la Porta, lluitant amb espases i combat cos a cos durant tot el trajecte. Durant la lluita, Sisko salva la vida d'Omet'iklan mentre arrisca la seva; Omet'iklan no entén per què Sisko li salvaria la vida.
Destrueixen la Porta amb un explosiu, que permet que les seves armes tornin a funcionar. Omet'iklan mata Weyoun per qüestionar la lleialtat dels Jem'Hadar als Fundadors. Felicita Sisko per la manera com van lluitar junts, però li recorda que la propera vegada que es trobin, tornaran a ser enemics. Omet'iklan i els seus soldats es queden per caçar els Jem'Hadar restants per la seva deslleialtat.

## Actors convidats
- Brian Thompson - Toman'torax
- Scott Haven - Virak'kara
- Jeffrey Combs - Weyoun
- Clarence Williams III - Omet'iklan

## Connexions amb altres episodis
La porta d'entrada iconiana es va introduir per primera vegada a "Contagi", un episodi de 1989 de la temporada 2 de Star Trek: La nova generació.
Tot i que el personatge de Weyoun mor en aquest episodi, els guionistes van quedar prou impressionats per l'actuació de Jeffrey Combs en el paper i la forta resposta positiva dels fans que van fer que el personatge tornés a l'episodi posterior "Ties of Blood and Water", establint que els Vorta són clons que poden ser substituïts quan són assassinats.

## Recepció
En la seva revisió del 2014, Keith DeCandido la va qualificar amb un 8 sobre 10.
El 2015, Geek.com va recomanar aquest episodi com a "imprescindible" per a la seva guia abreujada de marató de sèries de Star Trek: Deep Space Nine.